# Demontables Bauen
| Dieser Artikel wurde auf der Qualitätssicherungsseite des WikiProjekts Planen und Bauen eingetragen. Dies geschieht, um die Qualität der Artikel aus den Themengebieten Bautechnik, Architektur und Planung auf ein akzeptables Niveau zu bringen. Dabei werden Artikel, die nicht maßgeblich verbessert werden können, möglicherweise in die allgemeine Löschdiskussion gegeben. Hilf mit, die inhaltlichen Mängel dieses Artikels zu beseitigen, und beteilige dich an der Diskussion! |

Demontables Bauen oder reversibles Bauen ist eine modulare Bautechnik, die eine energie- und ressourcensparende Wiederverwertung von Bauteilen, Bauelementen und Baumaterialien ermöglicht.
Zusätzlich können natürliche Lebensräume später rekultiviert und Bauland zurückgewonnen werden. Idealerweise wird auf eine Bodenversiegelung verzichtet.
Im Prinzip lassen sich als Skelettbauten errichtete Gebäude ebenso wiederverwenden wie aus Wand- und Deckenelementen zusammengefügte Konstruktionen im Systembau, etwa im Holztafelbau und Fertigteilbau aus Betonfertigteilen. 

## Einsatz im Verkehrswesen
Vorübergehend benötigte Verkehrswege können als wassergebundene Decke aus leicht rücknehmbaren, verdichtetem Schotter-, Kies- oder Sand-Fahrbahnbelägen angelegt werden. Sie dienen häufig als Baustellenzufahrten oder als Notspur an Fahrbahnabsackungen, etwa aufgrund Unterspülungen, Erdbeben oder Hangrutschungen. In Tagebauen, Bergwerken und nach Naturkatastrophen werden auch temporäre Eisenbahn-Gleise hergestellt. 

## Energiebilanz beim Abbruch von Betonbauwerken
Wenn ein Gebäude oder ein anderes Bauwerk aus Beton überflüssig geworden ist, sei es dass es veraltet ist oder neuen Nutzungsanforderungen nicht mehr genügt, wird es in der Regel abgebrochen. Das Abbruchmaterial wird auf einer Deponie entsorgt oder, im günstigeren Fall, rezykliert. Abbruch und Rezyklierung benötigen viel Energie: Der Abbruch verschlingt ca. 275 Megajoule pro Tonne, und das Brechen von Beton ca. 85 MJ/t. Bei einem Bauwerk mit 1000 m³ Beton sind das 2,5×275=690 Gigajoule für den Abbruch und 2,5×85=212 GJ für das Zerkleinern. Falls das Rezyklat als Gesteinskörnung in neuem Beton verwendet wird, wird Zement verwendet, der mit hohem Energieeinsatz gebrannt wurde, wobei viel CO2 entstand. Als Mittelwert benötigt die heutige Brenntechnik 3500 kJ für 1 kg Klinker, und es entstehen ca. 600 kg CO2 je t Zement. Nimmt man einen Zementgehalt von 300 kg/m³ Beton an, so beträgt der Energieaufwand 300×3500=1,05 GJ für einen Kubikmeter neuen Beton und es entstehen 180 kg CO2. Dazu kommen noch ca. 8 MJ/m³ für das Mischen des Betons.
Die genannten Umweltbelastungen – Energieverbrauch und CO2-Emissionen – können vermieden werden, wenn ein Bauwerk demontabel entworfen wird. Die Demontage erfordert gegenüber dem Abbruch einen geringeren Energieaufwand, und wenn es noch gelänge, Bauteile als Ganzes wieder zu verwenden, wäre für die Umwelt viel getan.

## Vorteile des demontablen Bauens
Es gibt aber noch weitere Gründe für demontables Bauen: Die demografische Entwicklung verändert die Zusammensetzung einer Gesellschaft. Was heute an Wohngebäuden benötigt wird, wird morgen nicht mehr genügen. Der Wohnbedarf pro Person nimmt zwar zu, aber es werden mehr kleinere Wohnungen benötigt, da die Haushalte kleiner werden. Also wäre es wünschenswert, Gebäude entweder während der Nutzungsphase zu verändern oder sie nach der Nutzung zu zerlegen und in einem anderen Zuschnitt wieder aufzubauen. Dass dies möglich ist, wurde bereits an Hochbauten in Holland und in Ostdeutschland demonstriert.
Nicht nur Wohnungen erfordern eine gelegentliche Anpassung, bei Bürogebäuden ist es auch der Fall. Ein Gebäude in Wien wurde planmäßig demontabel entworfen, nach einiger Zeit demontiert, ca. 20 km weit transportiert und an anderer Stelle wieder montiert.
Der demografische Wandel in Stadtbezirken führt dazu, dass z. B. Schulen nicht mehr gebraucht werden, wenn die Kinder fehlen. Dies war in Holland der Anlass, demontable Betonbauten zu entwerfen. Die Gebäude sind so flexibel, dass sie für Schule, Büro, Hochschule oder Krankenhaus verwendet werden können. Ein Katalog von fünf Typen ist vom holländischen Bauministerium veröffentlicht. Ein neues System wurde 2005 vorgestellt, das aus TT-Platten aus Stahlbeton und Stützen und Trägern aus Stahl-Beton-Verbundelementen besteht. Wegen der relativ schweren Ausführung eignet sich das System vor allem für den Büro- und Industriebau. Alle Verbindungen sind Schraubverbindungen. Ein demontables Parkhaussystem ist ebenfalls auf dem Markt.
Ein demontables und remontables System aus Deutschland besteht aus vorgefertigten Doppelschalenelementen, die als Außenwände eingesetzt mit Blähglas gedämmt werden. Die Innenwände werden mit Kies als Wärmespeichermasse gefüllt. Bei der Demontage werden alle Stoffe sortenrein getrennt und wieder aufgearbeitet.
Die Idee demontabler Gebäude besteht schon mehr als 30 Jahre, wurde aber nie in großem Stil verwirklicht. Das einzige Land, in dem man es regelmäßig antrifft, sind die Niederlande. Im Brückenbau wurden vereinzelt Behelfsbrücken demontabel entworfen und realisiert. Auch in Holz- und Stahlbauweise ausgeführte Turmkonstruktionen, insbesondere Sendetürme und Freileitungsmasten, wurden bei Bedarf demontiert und an anderer Stelle – manchmal in unmittelbarer Nähe des alten Standorts – neu errichtet.